# Синий Гай
Си́ний Гай — село в Черниговском районе Приморского края. Входит в состав Дмитриевского сельского поселения.

## География
Село Синий Гай стоит в трёх километрах от правого берега реки Дмитриевка (правый приток Илистой).
Село Синий Гай находится к северо-западу от Дмитриевки и от районного центра Черниговка.
Дорога к селу Синий Гай идёт на запад от автотрассы «Уссури» между сёлами Майское и Дмитриевка. Расстояние до Дмитриевки около 8 км, до Черниговки около 16 км.
От села Синий Гай на юго-запад идёт дорога к станции Тиховодное, а на северо-запад — к селу Искра.

## Население
| 2002 | 2008 | 2010 |
| ---- | ---- | ---- |
| 559  | ↘538 | ↘435 |

## Улицы
| - ул. Будённого, - ул. Высокая, - ул. Гагарина, - ул. Калинина, - ул. МТФ, - ул. Октябрьская, | - ул. Приморская, - ул. Садовая, - ул. Советская, - ул. Спортивная, - ул. Школьная. |

## Экономика
Жители занимаются сельским хозяйством.